# Victor von Wahl
Pour les articles homonymes, voir Wahl (homonymie).
Victor Karl Wilhelm Konrad von Wahl (1840-1915) est un général de la Russie impériale.
Issu de l'aristocratie d'origine allemande de la Baltique, il fut maire de Saint-Pétersbourg et gouverneur de Vilna (aujourd'hui Vilnius).

## Biographie

### Gouverneur de Vilna

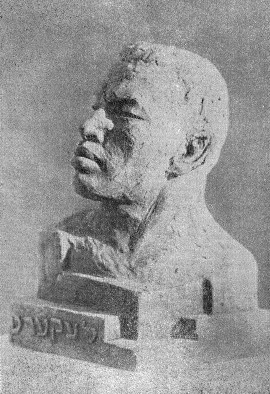
Buste de Hirsh Lekert, par le sculpteur A.M. Brother.

À l'automne 1901, il devient gouverneur de Vilna. Il y mène une politique répressive particulièrement vigoureuse, en particulier contre le Bund.
Le 1er mai 1902, alors qu'il se trouve dans un théâtre de Vilna, des tracts portant les mots suivants: « Le comité social-démocrate de Vilna vous félicite à l'occasion de la fête internationale du 1er mai. À bas l'autocratie ! Vive la liberté politique ! » tombent dans sa loge.
Il fait immédiatement arrêter dix-huit personnes. Vingt Juifs et six Polonais sont fouettés jusqu'au sang à coup de verges (châtiment qui avait disparu et qui était réservé aux serfs).
Le 18 mai, un jeune ouvrier juif  du Bund, Hirsh Lekert, tire deux coups de feu sur lui. Il est arrêté, exécuté et son corps enterré dans un champ de manœuvres ; le sol en est piétiné par la cavalerie, pour qu'on ne retrouve pas son emplacement. Il devient un héros du Bund.
Von Wahl changea de fonction peu après et la « politique des verges » fut abandonnée.

### Autres fonctions
À la fin de 1902, il devient conseiller auprès du ministre de l'Intérieur de Russie et commandant du corps de la Gendarmerie.
En 1903, il est membre du Conseil d'État.
Il fut également le directeur de l'Institut Xénia, école réservée aux jeunes filles de l'aristocratie.